# 松本悠輝
松本 悠輝（まつもと はるき、英語: Haruki Matsumoto、2011年2月25日 - ）は、日本のフィギュアスケート選手（男子シングル）。日本の北海道出身。主な戦績は、2025年全国中学校スケート大会4位、2023年全日本フィギュアスケートノービス選手権3位など。

## 人物
尊敬するスケーターとして、松本が師事する樋口美穂子コーチの教え子である宇野昌磨や、鍵山優真、チャ・ジュンファンの名前を挙げている。

## 技術・表現
クリムキンイーグルを得意とする。

## 経歴
５歳から帯広OFCでフィギュアスケートを始める。帯広のホームリンクはシーズンリンクであり毎年4月～7月中旬の期間は利用できず、利用できない間は片道2時間半かけて他のリンクに通っていた。
北海道で練習を続けていたが、フィギュアスケートに専念するため松本が小学校6年生の時に家族で愛知県に引っ越した。「宇野昌磨選手や浅田真央選手がオリンピックに出ているのを見て、自分もうまくなりたいと思って愛知県に来た」と話している。スペリオール愛知FSCをへて現在LYSインカラミに所属。
松本が師事する樋口美穂子コーチや過去に師事した田村岳斗コーチが新潟に拠点を広げることを受け、2025年7月中旬から自身も新潟に拠点を移す。

### ノービス時代

#### 2020-2021シーズン
第24回全日本フィギュアスケートノービス選手権Bクラスで17位となった。

#### 2021-2022シーズン
第25回全日本フィギュアスケートノービス選手権Bクラスで4位となった。

#### 2022-2023シーズン
カテゴリーがノービスAに移行した。

第26回全日本フィギュアスケートノービス選手権Aクラスで10位となった。

#### 2023-2024シーズン
第27回全日本フィギュアスケートノービス選手権Aクラスで岡崎隼士、吉野咲太郎に次いで3位に入賞した。

この結果により第92回全日本フィギュアスケートジュニア選手権に推薦出場し、28位となった。（FNR）

第44回全国中学校スケート大会で21位となった。（FNR）

### ジュニア時代

#### 2024-2025シーズン
カテゴリーがジュニアに移行した。

第93回全日本フィギュアスケートジュニア選手権で20位となった。

第45回全国中学校スケート大会で4位に入賞した。昨年はSPで21位となりFSに進めなかったが、SP・FS共に4位に入り長足の進歩を遂げた。

## 競技成績

### ISUパーソナルベストスコア
- SP - ショートプログラム、FS - フリースケーティング
- TSS - 部門内合計得点（英: Total segment score）は太字
- TES - 技術要素点（英: Technical element score）、PCS - 演技構成点（英: Program component score）、GOE - 出来栄え点（英: Grade of Execution）

| 部門 | 種類 | 得点 | 大会 |
| ---- | ---- | ---- | ---- |
| 総合 | TSS  |      |      |
| SP   | TSS  |      |      |
| SP   | TES  |      |      |
| SP   | PCS  |      |      |
| FS   | TSS  |      |      |
| FS   | TES  |      |      |
| FS   | PCS  |      |      |

### 主な戦績
- JGP - ISUジュニアグランプリシリーズ
- J - ジュニアクラス
- N - アドバンスドノービスクラス、A - ノービスAクラス、B - ノービスBクラス

| ユースオリンピック     |        |       |        |       |      |  |  |  |  |
| 世界ジュニア選手権     |        |       |        |       |      |  |  |  |  |
| 全日本選手権           |        |       |        |       |      |  |  |  |  |
| 全日本ジュニア選手権   |        |       |        | 28位  | 20位 |  |  |  |  |
| 全日本ノービス選手権   | 17位 B | 4位 B | 10位 A | 3位 A |      |  |  |  |  |
| 全国中学校スケート大会 |        |       |        | 21位  | 4位  |  |  |  |  |

### 詳細
- マークが付いている大会は国際スケート連盟公認の国際大会
- パーソナルベストは太字で表示
- シーズン開始を7月1日、シーズン終了を翌年の6月30日とする。ローカル大会のカテゴリー移行はこの限りではないため、シーズン途中でカテゴリーが移行している場合がある(主に翌年4月以降)。

| 2025-2026 シーズン |        |    |    |      |
| 開催日             | 大会名 | SP | FS | 結果 |

| 2024-2025 シーズン    |                                                      |          |           |           |
| 開催日                | 大会名                                               | SP       | FS        | 結果      |
| 2025年2月日 - 1月4日  | 2025全国中学校スケート大会（長野）                   | 4 59.60  | 4 118.66  | 4 178.26  |
| 2024年11月15日 - 17日 | 第93回全日本フィギュアスケートジュニア選手権（広島） | 23 52.21 | 19 105.06 | 20 157.27 |

| 2023-2024 シーズン    |                                                                 |          |         |              |
| 開催日                | 大会名                                                          | SP       | FS      | 結果         |
| 2024年2月3日 - 6日    | 2024年全国中学校スケート大会（長野）                            | 21 50.86 | -       | 21 50.86 FNR |
| 2023年11月17日 - 19日 | 第92回全日本フィギュアスケートジュニア選手権（大津）            | 28 47.94 | -       | 28 47.94 FNR |
| 2023年10月20日 - 21日 | 第27回全日本フィギュアスケートノービス選手権ノービスA（西東京） |          | 3 90.11 | 3 90.11      |

| 2022-2023 シーズン    |                                                               |    |          |          |
| 開催日                | 大会名                                                        | SP | FS       | 結果     |
| 2022年11月21日 - 23日 | 第26回全日本フィギュアスケートノービス選手権ノービスA（札幌） |    | 10 66.13 | 10 66.13 |

| 2021-2022 シーズン    |                                                        |    |         |         |
| 開催日                | 大会名                                                 | SP | FS      | 結果    |
| 2021年10月22日 - 24日 | 第25回全日本フィギュアスケート選手権 ノービスB（大津） |    | 4 57.95 | 4 57.95 |

| 2020-2021 シーズン    |                                                        |    |          |          |
| 開催日                | 大会名                                                 | SP | FS       | 結果     |
| 2020年10月24日 - 25日 | 第24回全日本フィギュアスケート選手権 ノービスB（前橋） |    | 17 48.63 | 17 48.63 |

## プログラム使用曲
| シーズン  | SP                                                      | FS                                                                                   | EX |
| --------- | ------------------------------------------------------- | ------------------------------------------------------------------------------------ | -- |
| 2025-2026 |                                                         |                                                                                      |    |
| 2024-2025 | A Whole New World・Sea Shanty メドレー 振付：樋口美穂子 | Hallelujah 曲：ジェフ・バックリィ 歌：ルーシー・トーマス 振付:樋口美穂子             |    |
| 2023-2024 |                                                         | Smile・All of Me 振付：樋口美穂子                                                    |    |
| 2022-2023 |                                                         | 四季 曲：ヴィヴァルディ 振付:若松詩子                                                |    |
| 2021-2022 |                                                         | 「ウィリアム・テル 序曲『ローン・レンジャー』より」「夕陽のガンマン」 振付：田守由英 |    |
| 2020-2021 |                                                         | 「ウィリアム・テル 序曲『ローン・レンジャー』より」「夕陽のガンマン」 振付：田守由英 |    |